# Pakito
Pakito (născut pe 26 ianuarie, 1981) este pseudonimul artistului francez de Electronic Dance Music Julien Ranouil. El a devenit cunoscut datorită afișului său Living on a Video de Trans X. Următoarele melodii sunt "Movin on Stereo" și "Are U ready". Până acum, stilul său de muzică este house. Numele său  vine de la Paquito chocolatero, un faimos dansator din Alicante, Spania.
Albumul său Video a fost lansat în America pe data de 8 noiembrie, 2006.

## Discografie

### Albumuri
- 2006 Video

### Melodii
| Year | Song               | Franța Dance Chart | Spania Dance Chart | NL Top 40 | Belgia Ultratop 50 | SWE Dance Chart | FIN Dance Chart | Album |
| ---- | ------------------ | ------------------ | ------------------ | --------- | ------------------ | --------------- | --------------- | ----- |
| 2006 | "Living on Video"  | 1                  | 1                  | 7         | 12                 | 14              | 9               | Video |
| 2006 | "Moving on Stereo" | 5                  | 6                  | 9         | -                  | -               | 3               | Video |
| 2007 | "Are U Ready?"     | 2                  | -                  | 14        | 41                 | -               | 7               | Video |
| 2008 | "Electro Music"    | -                  | -                  | -         | -                  | -               | -               |       |